# Guillaume Saignet
Guillaume Saignet est un juriste, homme politique et écrivain franco-provençal, né vers 1365/70 dans le village de Beaulieu en Vivarais (relevant à l'époque du diocèse d'Uzès), mort le 20 février 1444.

## Biographie
L'un de ses oncles, son homonyme, détenait une charge de secrétaire à la cour pontificale d'Avignon, et fut curé de Grospierres (dispensé de résidence), official du diocèse d'Uzès et chanoine des cathédrales d'Aix-en-Provence et de Narbonne. Lui-même devint étudiant à l'Université d'Avignon en 1385 et est signalé en 1394 comme bachelier en droit, dans la dixième année de sa scolarité. Avant 1403, il résigna des bénéfices ecclésiastiques mineurs qu'il avait obtenus et épousa une certaine Galharde, fille de Pierre Benezech, changeur à Montpellier. D'abord avocat à Nîmes, en 1408 il était juge royal dans cette même ville. C'est alors que commence son rôle politique.
Sous les auspices du pouvoir royal, il remplit alors une mission d'intermédiaire dans les négociations pour résoudre le Grand schisme d'Occident : en août 1408, il rencontre les cardinaux Amédée de Saluces, Guy de Malesec et Pierre de Thury qui lui confient un message pour le pape Benoît XIII, alors à Perpignan, l'invitant à se rendre au concile convoqué à Pise ; le pape le reçoit le 6 novembre et lui remet sa réponse le 13. Un courrier du roi de France avait été adressé le 12 octobre au roi Martin d'Aragon pour permettre cette mission.
En 1409, il fait partie d'une ambassade envoyée par Louis II d'Anjou, comte de Provence, auprès d'Amédée VIII de Savoie pour négocier la restitution de la ville de Nice (qui en 1388 s'est révoltée contre le comte de Provence et s'est placée sous la protection du comte de Savoie). De décembre 1411 à février 1412, il fait partie, avec Géraud du Puy, évêque de Saint-Flour, le comte de Vendôme, et Robert de Chalus, sénéchal de Carcassonne, d'une ambassade envoyée par le roi de France auprès des Cortes d'Aragon pour défendre les droits à la succession de Yolande d'Aragon, femme de Louis II d'Anjou.
En juillet 1413, alors que la révolte des Cabochiens fait rage à Paris, a lieu la conférence de Pontoise entre le duc de Bourgogne, Jean sans Peur, les princes du parti des Armagnacs, et des officiers royaux et des parlementaires ; Guillaume Saignet y est présent comme représentant de Louis II d'Anjou ; le jour de l'ouverture, le 22 juillet, il prononce un discours exposant les revendications des Armagnacs, qui est reproduit in extenso, en moyen français dans la Chronique d'Enguerrand de Monstrelet, en latin dans celle de Michel Pintoin. Cette double reproduction (et traduction en latin dans le second cas) montre que ce discours a dû circuler et avoir un grand impact à l'époque.
Le 29 décembre 1413, Saignet se fait nommer sénéchal de Beaucaire par le duc de Berry, alors lieutenant du roi en Languedoc ; mais un autre personnage, Raoul de Gaucourt, chambellan du roi, a reçu également des lettres de nomination venant du dauphin Louis de Guyenne (qui exerce le pouvoir au nom de son père malade) ; le 15 février suivant, Gaucourt se désiste, on ne sait pourquoi. Mais le 28 mai 1415, Saignet est privé de son office sous l'accusation de non-résidence, et un autre titulaire, Guy de Pestel, est nommé à sa place ; Saignet conteste, mais il est débouté, et Pestel est confirmé le 8 juillet. Mais à la bataille d'Azincourt (25 octobre suivant), Pestel est fait prisonnier, et Saignet en profite pour obtenir de nouvelles lettres de nomination du duc de Berry.
Cependant, l'empereur germanique (ou roi des Romains) Sigismond, qui a réuni le concile de Constance, s'active pour résorber le Grand schisme d'Occident : il se rend à Perpignan pour rencontrer l'irréductible Benoît XIII et les princes qui le soutiennent ; il passe par Avignon, Nîmes (où Louis II d'Anjou donne une réception en son honneur), Narbonne (où il fait son entrée le 20 août 1415), et il séjourne à Perpignan du 19 septembre au 7 novembre, retournant ensuite à Narbonne, où un accord, appelé « capitulation de Narbonne », est signé le 13 décembre sous son égide entre les délégués du concile de Constance et les princes encore fidèles à Benoît XIII (les rois d'Aragon, de Castille et de Navarre et le comte de Foix). Pendant toute cette période, Saignet (qui a reçu le 18 septembre un sauf-conduit de la chancellerie aragonaise pour se rendre à Perpignan) est aux côtés de l'empereur Sigismond. Il l'est encore à Avignon le 29 décembre lors d'une entrevue entre l'empereur et Felipe de Malla, ambassadeur de Ferdinand Ier d'Aragon. Le 3 janvier suivant, il est premier témoin dans l'instrument établi à Avignon à propos d'un prêt consenti à Sigismond.
C'est peu après que prend place un épisode qui fit grand bruit à l'époque. Le 1er mars 1416, l'empereur Sigismond arrive à Paris avec un cortège de 800 cavaliers et y reste cinq semaines, logé au Louvre. Sa présence est l'occasion de festivités. C'est alors que Saignet veut faire entériner sa renomination comme sénéchal de Beaucaire, mais Guy de Pestel a été libéré de sa captivité et proteste que l'office lui appartient, d'où audiences devant le Parlement de Paris, le 12 mars, puis le 16. Or, ce dernier jour, Sigismond, qui visite Paris, décide d'assister à une séance du Parlement ; il s'assoit sans manières sur le trône du roi de France, suscitant au moins quelque surprise, et assiste notamment à l'audience de l'affaire Saignet vs Pestel. À un moment ce dernier objecte à son adversaire qu'il n'est qu'un juriste, non un chevalier, et qu'il ne peut donc assumer les fonctions de sénéchal ; Sigismond se lève alors, fait signe qu'il veut parler, les débats sont interrompus, il fait mettre Saignet à genoux, tire son épée et le frappe du plat, rituel de l'adoubement. « Voici la cause terminée, s'exclame-t-il ; la raison qu'on alléguait contre cet homme cesse, car je le fais chevalier ». Son intervention est apparemment efficace (Saignet gagne le procès), mais l'épisode, rapporté dans plusieurs textes de l'époque, choque beaucoup de monde en France (l'empereur germanique s'asseyant sur le trône du roi de France et tranchant un procès dans son Parlement).
Dans la suite, Saignet est toujours qualifié de sénéchal de Beaucaire en février 1420, mais la circonscription est très disputée dans la guerre civile de l'époque. À partir de 1417, il est passé au service du nouveau dauphin Charles (qui va épouser Marie d'Anjou en 1422), et participe à des négociations avec les Anglais (en avril 1417 avec Gontier Col, en février 1419 à Rouen). Au début 1420, il est en Auvergne avec le dauphin. À la fin de 1424, il part en ambassade à Buda auprès de l'empereur Sigismond, aux côtés d'Artaud de Grandval, abbé de Saint-Antoine-du-Viennois, et d'Alain Chartier ; ensuite, au printemps 1425, l'ambassade se rend à Rome auprès du pape Martin V, puis à Venise.
Dans la suite, on le voit exercer ses activités en Provence, dont le comte est désormais Louis III d'Anjou. Il se fait appeler « seigneur de Vaucluse », un château du Comtat-Venaissin qu'il a acquis en novembre 1414. En 1427, 1428 et 1434, il participe aux conseils généraux des trois états du Comtat-Venaissin, et à la troisième de ces réunions, il prend la parole au nom de la noblesse pour affirmer que celle-ci n'a pas à payer d'impôts. Le 1er août 1429, il est devenu chancelier du comté de Provence, charge qu'il occupe jusqu'à sa mort. Quand Louis III d'Anjou meurt, le 12 novembre 1434, son frère et héritier René d'Anjou est prisonnier depuis 1431 du duc de Bourgogne Philippe le Bon (après la bataille de Bulgnéville). Sa femme Isabelle de Lorraine passe en Provence en 1435, convoque en août les états du comté, et nomme une commission pour diriger les affaires et désigner un lieutenant militaire : le chancelier Saignet, l'évêque de Fréjus Jean Bélard, le juge-mage Jourdan Brès et le seigneur de Puyloubier Jean Martin. En mai 1436, la commission est chargée de réunir l'argent nécessaire pour payer la rançon de René d'Anjou.

## Œuvre
Comme écrivain, il a laissé deux textes :
- le discours qu'il a prononcé à Pontoise le 22 juillet 1413, qui est donc reproduit en moyen français (sûrement la version originale) dans la Chronique d'Enguerrand de Monstrelet, et traduit en latin dans celle de Michel Pintoin. C'est un discours en forme de sermon à partir du verset biblique « Oculi mei semper ad Dominum » (Ps. 24:25). Les thèmes dominants sont : le royaume constitue un organisme dont le roi est la tête ; les princes chargés du gouvernement, qui sont les yeux de la tête, doivent se dévouer au bien public ; le clergé, par sa science, est là pour éclairer ; le bon gouvernement repose sur la justice ; quand chaque partie du corps remplit sa fonction, l'obéissance spontanée et nécessaire du peuple suit.
- la Lamentatio humanæ naturæ : c'est un traité en latin contre le célibat des prêtres. Le thème est développé sous forme d'une allégorie : le narrateur se promène dans les lieux enchanteurs autrefois fréquentés par Pétrarque (Fontaine-de-Vaucluse) ; il a la vision de dame Nature accompagnée de deux jeunes filles, Foi et Noblesse chrétienne, toutes trois réfugiées dans le « poirier d'angoisse » ; surgissent alors deux mégères, qui sont Peste et Guerre, et une jeune fille de belle apparence, Constitution de l'Église ; toutes trois attaquent Nature et ses compagnes, qui se défendent en les bombardant de poires ; Nature, sur le point de succomber, demande une trêve, les mégères la renvoient à Constitution de l'Église, et une discussion s'engage entre les deux personnages. Nature soutient que la loi de la continence imposée par Constitution de l'Église est absurde, car elle va contre la raison qui ne peut s'opposer aux droits de Nature ; les hommes ne peuvent être chastes car Nature ne les a pas créés ainsi. La continence est contraire à la loi établie par Dieu dans la Genèse ; elle laisse le champ libre aux adversaires de l'Église pour s'accroître autant qu'ils veulent ; de plus, Constitution de l'Église est responsable de tous les schismes, d'Orient et d'Occident, qui la déchirent, parce qu'elle ne respecte pas Nature. L'abolition du célibat des prêtres permettrait de remédier à beaucoup d'abus et rendrait son rayonnement à l'Église.

Ce traité a été composé entre novembre 1417 (élection du pape Martin V) et avril 1418 (fin du concile de Constance) ; il est dédié à l'empereur Sigismond et adressé au pape et au concile. Il a été réfuté par Jean de Gerson dans son Dialogus de celibatu ecclesiasticorum  daté du 10 juin 1423. Il a été transmis dans trois recueils de textes gersoniens, avec la réfutation. Deux de ces recueils ont été constitués au moment du concile de Bâle (en 1437 et 1442). Le sujet du célibat des prêtres était assez largement discuté à l'époque.
Guillaume Saignet avait également écrit un traité De nobilitate, qui est perdu, mais qui est cité dans le traité de même titre de Jean de Gerson, qui date d'août 1423. Les deux auteurs, tenants de la hiérarchie sociale, sont d'accord pour dire que le rang occupé dans l'Église doit correspondre à la condition sociale, et que les plus hauts offices doivent être réservés aux nobles.
D'autre part, on a conservé de Guillaume Saignet un petit manuscrit autographe (le Paris. lat. 5042), datant de l'époque de ses études de droit (vers 1395), dans lequel il a traduit en latin en l'abrégeant une chronique universelle en français allant jusqu'au pontificat de Jean XXII (appelée traditionnellement le « Manuel d'histoire de Philippe de Valois »), et il a copié ensuite des notes que lui a inspirées la lecture du De regimine principum de Gilles de Rome.